# Gamin
No Linux sistemas de computador, Gamin é um sistema de monitoramento para arquivos e diretórios que independentemente implementa um subconjunto do FAM, o File Alteration Monitor. Correndo como um serviço, permite a detecção de modificações para um arquivo ou diretório. gam_server funciona como um daemon para Gamin.

## Origens
A palavra gamin em francês (onde também tem uma forma feminina gamine) refere-se a um menino, especialmente um menino abandonado e sem teto, que anda pelas ruas, um ouriço. O Gamin projecto construído sobre um anterior projecto chamado Marmot(que em francês significa "criança" ou "brat").

## Como funciona
Sobre Linux, Gamin usa inotify ou dnotify para monitorar arquivos actividade. Sobre FreeBSD, Gamin usa kqueue/kevent nativas do núcleo FreeBSD evento de notificação, neste caso kqueue tem uma grande desvantagem em comparação com inotify: inotify é o nome do arquivo de base instalação e monitorização kqueue utiliza arquivos descritores para identificação de arquivos monitorados, em FreeBSD, gam_server tem que abrir cada arquivo no diretório monitorado. Isto pode ser um problema quando a vigilância directórios com muitos arquivos guardados, pois sistema poderia chegar facilmente aos limites do seu núcleo no máximo arquivos descritores de região (kern.maxfiles e kern.maxfilesperproc).